# František Škroup
František Jan Škroup, též Franz Johann Skraup (3. června 1801 Osice u Hradce Králové – 7. února 1862, Rotterdam Nizozemsko), byl český hudebník, dirigent a hudební skladatel. Složil též hudbu k české hymně Kde domov můj.

## Život

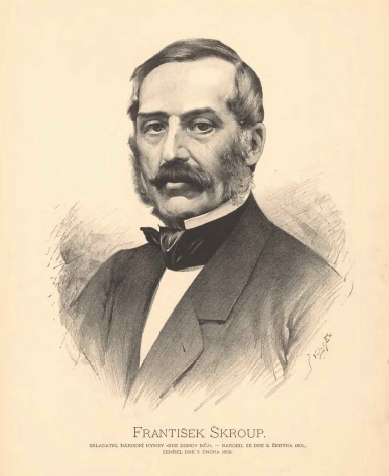
Jan Vilímek:František Škroup

František Škroup se narodil v rodině osického kantora a skladatele Dominika Josefa Škroupa jako páté dítě. V hudbě a zpěvu jej otec vzdělával odmala. Od svých 8 let již veřejně vystupoval s hrou na flétnu. V letech 1812–1813 byl vokalistou ve sboru u kapucínů v pražské Loretě a v Týnském chrámu. V letech 1814 až 1819 vystudoval gymnázium v Hradci Králové. Roku 1819 odjel do Prahy, kde na pražské univerzitě absolvoval dva roky studia filosofie a v roce 1822 pokračoval studiem práv. Na studium si vydělával vyučováním hudbě a zpěvu, a jako barytonista vypomáhal ve sboru Stavovského divadla. Studia nedokončil, protože převážily jeho hudební a divadelní zájmy a společenské styky. V Praze se stýkal s mnoha divadelníky, Štěpánkem, Tylem, Klicperou, Chmelenským, i skladateli, mj. dnes zapomenutým skladatelem Janem Aloisem Jelenem.
Brzy se do popředí jeho zájmu dostalo ochotnické divadlo a spolu s dalšími vlastenci založil v roce 1823 první českou operní družinu, která si vzala za úkol provozovat v Praze představení českých oper.
23. prosince 1823 byla ve Stavovském divadle hrána česky tehdy oblíbená opera rakouského skladatele Josefa Weigla Rodina švejcarská, kterou do češtiny přeložil básník a posluchač filosofie Simeon Karel Macháček. Opera byla provedena ochotníky, ale její úspěch (i finanční) přispěl k tomu, že od té doby bylo Stavovské divadlo otevřeno i pro další česká představení. Úspěch této a dalších oper zpívaných česky byl pro Škroupa podnětem ke zkomponování první české opery Dráteník na libreto J. K. Chmelenského. Opera byla poprvé provedena s velkým úspěchem ve Stavovském divadle 2. února 1826. Povzbuzen jejím úspěchem začal komponovat další opery na Chmelenského české texty – Oldřich a Božena, Libušin sňatek. Tyto opery však již nedosáhly takového úspěchu.

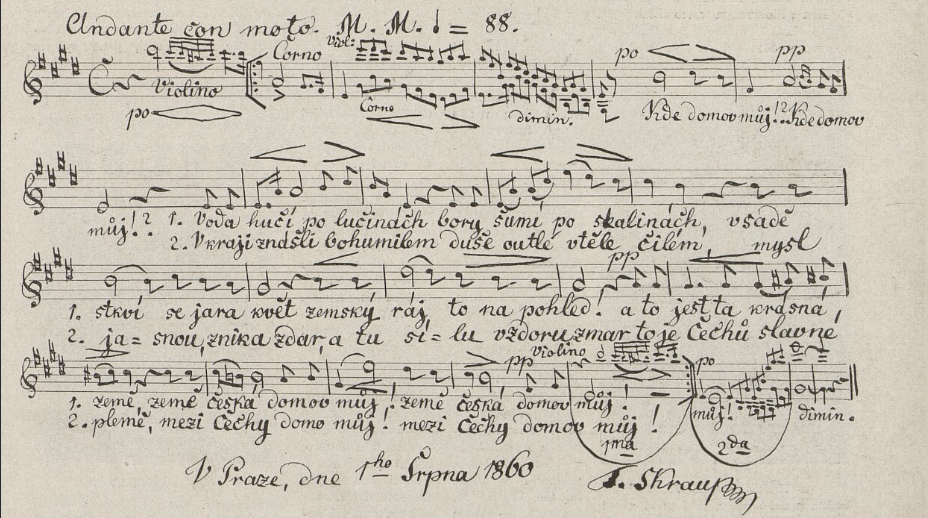
Kde domov můj (1860)

V roce 1827 byl jmenován druhým kapelníkem Stavovského divadla, v roce 1837 se pak stal jeho prvním kapelníkem. Tím byl pak po dobu 20 let. Nesmrtelnost mu zajistila hudba k frašce Josefa Kajetána Tyla Fidlovačka aneb Žádný hněv a žádná rvačka, ve které při premiéře konané 21. prosince 1834 poprvé zazněla píseň slepého žebráka Mareše Kde domov můj, která se později stala českou národní hymnou.
Byl výborným dirigentem a za svého působení ve Stavovském divadle nacvičil mnoho klasických oper, skládal řadu předeher a scénických hudeb k některým hrám a fraškám. Získal si také zásluhy jako skladatel českých písní a sborů. V letech 1836–1845 působil jako varhaník a regenschori pěveckého sboru v první reformované pražské židovské kongregaci, jež působila v budově Staré školy, na jejímž místě dnes stojí tzv. Španělská synagoga.
V roce 1857 byl po 30 letech působení ze Stavovského divadla propuštěn do penze pro neúspěch svých oper a pro neshody s tehdejším ředitelem divadla Stögrem. Otevřel si pěveckou školu, kde v letech 1857–1859 vyučoval. Jeden rok byl i ředitelem Žofínské akademie. V roce 1860 přijal místo kapelníka u německé opery ve městě Rotterdamu. Po necelých dvou letech zde 7. února 1862 zemřel a je pohřben na rotterdamském hřbitově Algemene Begraafplaats Crooswijk.

### Rodina
Byl dvakrát ženat. Jeho první manželkou byla zpěvačka Škroupová, rozená Koudelková, se kterou měl dvě dcery. Jeho druhá žena, Karolina Kleinwächterová (* 1819), byla dcerou bankéře a ředitele Pražské paroplavební a plachetní společnosti Karla Kleinwächtera a vnučkou podnikatele Karla Antona Ballabena, mj. majitele usedlosti Balabenka. Ze sedmi dětí v hudební oblasti vynikl syn Alfréd (* 1843), pozdější skladatel a dirigent a dcera Božena, která hudbě vyučovala.

## Dílo
Jako pěvec působil jako tenor a baryton. Jako vedoucí muž opery Stavovského divadla má velkou zásluhu na tom, že právě v tuto dobu se v Praze hráli (poprvé) významní hudební skladatelé, např. Richard Wagner (Škroup se zasloužil o uvedení Wagnerovy opery Tannhäuser 25. listopadu 1854 ve Stavovském divadle, která je zajímavá také tím, že se jednalo o první provedení Wagnerovy opery na území Rakouského císařství). Podle mínění odborníků byli hráni ve slušné kvalitě.
Většina jeho děl jsou opery, které na české poměry měly velice slušnou úroveň, na světové poměry však rozhodně nestačily a nelze tvrdit, že by zasáhl do světové hudby. Skládal jak na české, tak na německé texty.
- Dráteník, 1825, premiéra byla 2. února 1826, tato zpěvohra bývá tradičně považována za počátek české opery. Libreto k ní napsal J. K. Chmelenský. F. Škroup zde zpíval hlavní roli.
- Oldřich a Božena, česká premiéra roku 1828, poté hrána ještě roku 1847. Německy byla tato opera hrána pod názvem Uldarich a Božena a premiéru měla v r. 1833.
- Der Prinz und die Schlange, premiéra 1829, česky pod názvem Princ a had neb Amor mezi Amazonkami roku 1835
- Die Drachenhöhle, premiéra 1832
- Fidlovačka aneb Žádný hněv a žádná rvačka, hudba, i s písní Kde domov můj (hymnou České republiky)
- Libušin sňatek, premiéra 1835, s velkými změnami uvedena znovu 1850 (prakticky jde o nové dílo)
- Pouť k chrámu umění, 1846
- Columbus, napsáno 1855, premiéra v českém překladu Ferdinanda Pujmana 1942, německy nebylo hráno

Dále byl redaktorem sbírky Věnec ze zpěvů vlasteneckých, 1839.

## Pozůstalost
- Kolekci předmětů z osobní pozůstalosti darovala vnučka Berta Škroupová roku 1934 Národnímu muzeu (dnes České muzeum hudby).

## Posmrtná pocta
- Pamětní deska Františku Škroupovi je umístěna na rodném domě (škole) v Osicích.[6] V této obci je také umístěn Škroupův pomník, původně určený pro Rotterdam.[7] V Praze je Škroupova pamětní deska na domě v Myslíkově ulici 13 a na průčelí Stavovského divadla.[8]
- Do blízkosti hrobu J. K. Tyla v Plzni byl po roce 1990 přenesen vzorek hlíny ze Škroupova hrobu[9]
- Škroup často pobýval v Trnové nad Vltavou, nejprve u místního faráře, později na velkostatku patřícímu k nejstarší české rolnické škole, který zde roku 1838 koupil jeho bratr Václav Škroup. Podle Františka Škroupa je pojmenovaná nedaleká Škroupova vyhlídka na vltavské údolí (podle trnovské tradice právě v Trnové vznikl nápěv písně Kde domov můj) a Trnová nechala na počest jeho zdejších pobytů vydat turistickou známku.[10][11]
- Škroupova ulice je v mnoha českých a moravských městech, např. v Brně, Hradci Králové, Plzni, Říčanech, Děčíně či Brandýse nad Labem
- Škroupovo náměstí je např. v Praze 3 či v České Lípě